# Dracy
Dracy este o comună în departamentul Yonne, Franța. În 2009 avea o populație de 227 de locuitori.

## Evoluția populației
| An        | 1975 | 1982 | 1990 | 1999 | 2006 | 2009 |
| --------- | ---- | ---- | ---- | ---- | ---- | ---- |
| Populație | 213  | 218  | 217  | 230  | 202  | 227  |